# Australphilus
Australphilus es un género de escarabajos de agua pertenecientes a la familia Dytiscidae.

## Especies
- Australphilus montanus Watts, 1978
- Australphilus saltus Watts, 1978